# Akraneskaupstaður
Akraneskaupstaður – gmina w zachodniej Islandii, na zachodnim krańcu półwyspu położonego między fiordami Hvalfjörður i Grunnarfjörður. Wchodzi w skład regionu Vesturland. To największa pod względem liczby ludności gmina regionu - zamieszkuje ją 7259 osób, z tego nieomal wszyscy w mieście Akranes (7249 mieszk., 2018). 

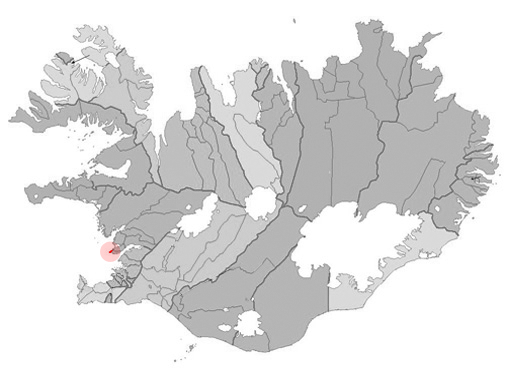
Położenie gminy Akraneskaupstaður na mapie administracyjnej Islandii